# Martin (série de televisão)
Martin é uma sitcom de comédia americana, estrelada por Martin Lawrence e que foi exibida pela Fox durante cinco temporadas de 27 de agosto de 1992 a 1º de maio de 1997. Refletindo a crescente popularidade da Fox ao longo da década de 90, Martin foi um dos programas mais rentáveis da rede na época.

## História
Situado em Detroit, Michigan, a série é protagonizada por Martin Lawrence no papel de Martin Payne, um disc jockey, e sua namorada Gina Waters (Tisha Campbell). Martin trabalha na fictícia estação de rádio WZUP e, mais tarde, para a estação local de televisão Channel 51. Um tema recorrente da série é a natureza egoísta e de espírito livre de Martin. Os episódios geralmente se concentram nos comportamentos inadequados de Martin e em seu jeito irônico e incessante em relação a seus amigos, vizinhos e a quem mais se encontra em sua presença. Quando tudo está dito e feito, no entanto, Martin ama sua família e seus amigos - mas era preciso situações terríveis para ele demonstrar isso.
À medida que a série progredia, as tramas mostravam Martin eventualmente se tornando o apresentador do programa de entrevistas Word on Street. 
Nos primeiros episódios, Lawrence iniciava o programa com um monólogo dele falando diretamente para a câmera e o público diretamente da estação de rádio.

## Fim da série
Em 1997, Tisha Campbell entrou com uma ação contra o colega Martin Lawrence e os produtores do show. Ela acusou Lawrence de assédio sexual e agressões físicas e verbais. Na época, rumores alegavam que Lawrence havia ficado com ciúmes do casamento de Tisha com o também ator Duane Martin. Em uma reportagem ao Los Angeles Times na época, Tisha disse que as condições de trabalho no set estavam "intoleráveis", "voláteis" e com "clima muito tenso". Ela não apareceu na maior parte da 5.ª temporada. A explicação encontrada para a saída de Campbell foi que Gina estava em uma viagem de negócios. A HBO Studios acabou resolvendo o caso com Campbell para que a última temporada do programa pudesse ser concluída. Ela voltou para o episódio final de Martin, sob a condição de que não iria atuar, nem interagir com Lawrence. Mesmo assim, a situação ficou insustentável, e a Fox decidiu cancelar a atração.

### Possível volta da série
Em janeiro de 2018, circularam rumores de que a série popular poderia ser reiniciada devido a um post que a noiva de Martin Lawrence fez no Instagram. No início de fevereiro, a TMZ esteve com  Lawrence, Tichina Arnold e Tisha Campbell. Durante a entrevista, os atores deixaram no ar que a volta da série poderia realmente acontecer, com Lawrence respondendo  "nunca diga nunca". Essa entrevista também foi a primeira vez que Tisha e Martin foram vistos juntos publicamente desde a derrocada no elenco, que foi motivo do cancelamento da série em 1997.

## Elenco e personagens
- Martin Payne (Martin Lawrence), Martin, o personagem-título, é um homem de família inteligente e egoísta, mas no fundo  carinhoso. Martin se comporta de uma maneira típica da juventude urbana, com expressões e maneirismos modernos. Sua namorada, que virou esposa, Gina Waters, às vezes tentava mudá-lo (para sua raiva, visto que ele gosta do jeito que age), mas isso raramente funcionava. Martin não é um lutador físico, apesar de tentar sair como tal. Ele tem um relacionamento particularmente antagônico com a melhor amiga de Gina, Pam.
- Regina "Gina" Waters-Payne (Tisha Campbell-Martin), a namorada (e depois, esposa) profissional e amorosa de Martin, eternamente romântica e perdoadora. Ela costuma ser pacificadora, advertindo os outros quando eles trocam farpas e insultos, terminando em brigas. Gina trabalha para uma empresa de relações públicas. Ela complementa o conhecimento das ruas de Martin, servindo como a voz da razão para ele. Ela também é a melhor amiga de Pam.[2]
- Thomas "Tommy" Strawn (Thomas Mikal Ford), um dos melhores amigos de Martin. Tímido, inteligente e charmoso, Tommy serve como outra voz da razão, especialmente durante os planos de Martin. Ele costumava se mostrar um homem mulherengo e flertar com Pam e outras mulheres ao longo da série. Ele teve um relacionamento romântico com Pam durante a terceira e quarta temporada. Seu misterioso status de emprego era uma piada no programa. De todos os personagens masculinos, ele é o único que frequentou a faculdade. Ele é o único personagem a aparecer fisicamente em todos os episódios.
- Cole Brown (Carl Anthony Payne II), o outro melhor amigo de Martin. Atordoado, mas bem-intencionado e conhecido por seu gosto eclético em chapelaria, Cole orgulhosamente limpa jatos no aeroporto para viver, dirige um AMC Pacer e vive com sua mãe Maddie até o início da quinta temporada. Por um tempo na terceira temporada, Cole parecia atraído estritamente por mulheres de tamanho grande e namorou um guarda de segurança chamado Big Shirley (que é vista em apenas um episódio). Na temporada final, depois que Cole conhece Shanise e se muda para seu próprio apartamento em um bairro difícil, ele namora Shanise, que parece ser ainda mais idiota do que ele. Durante o final da série, eles ficam noivos.
- Pamela "Pam" James (Tichina Arnold), a atrevida e mal-humorada colega de trabalho de Gina, a melhor amiga e a namorada de Tommy. Antes de finalmente namorar Tommy, Pam estava sempre a procura de um bom partido. Pam trabalhou na empresa de relações públicas, onde era assistente de Gina. Pam tem uma relação muito contraditória com Martin. Quando ele a insulta, ela responde normalmente através de menosprezo, zombando da baixa estatura de Martin. Pam também tem uma bela voz quando canta, exibindo-a durante todo a série.[2]

### Personagens de apoio
- Bruh-Man "Brother Man" (Reginald Ballard) (1993 - 1995): Vizinho de Martin, que estreia na segunda temporada. Ele mora no quinto "flo" (mas sempre levanta quatro dedos ao relatar esse fato), diretamente no andar de cima de Martin. Sempre que Martin pergunta o que está fazendo, Bruh-Man responde: "Nada, apenas relaxando". Ele frequentemente desce a escada de incêndio para entrar no apartamento de Martin, pegando comida, pegando emprestados itens variados e geralmente relaxando como se ele morasse lá. A princípio, isso incomodou Martin, mas ele acabou se acostumando. De fato, as saídas de incêndio parecem ser seu único meio de locomoção pelos edifícios - ele raramente é visto entrando ou saindo do apartamento pela porta da frente. Bruh-Man sempre usa roupas mal ajustadas, tamanho um ou dois pequeno demais (freqüentemente, itens que ele "emprestou" de Martin) e tem uma caminhada lenta e preguiçosa, bastante mancando, com a cabeça inclinada para uma lado. Bruh-Man fala em voz profunda e com um longo sotaque, como o de Shaquille O'Neal.
- Hustle Man (Tracy Morgan) (1994–1996), o fornecedor local de produtos e serviços questionáveis "com desconto". Ele sempre cumprimenta Martin com sua marca registrada, "O que está acontecendo, chefe?". Em um episódio, um dos itens mais escandalosos do Hustle Man à venda foi uma variedade 'apetitosa' de pombos assados, empalados em um galho de árvore (como se estivessem assados na brasa). Em outro episódio, ele atuou como "planejador de casamentos" de Martin, armado com um carrinho de compras repleto de flores de plástico, pão de chitlin e uma garrafa de 40 onças de licor de malte.
- Stan Winters (Garrett Morris) (1992-1994; 1995), O chefe de Martin e Shawn, proprietário e fundador da estação de rádio WZUP. Perpetuamente usava colônia demais e usava roupas terrivelmente desatualizadas da década de 1970.
- Shawn McDermott (Jon Gries) (1992–1994), o engenheiro da estação de rádio WZUP. Martin sempre se vê tendo conversas bastante estranhas com ele. Shawn costuma fazer coisas que incomodam seu chefe Stan, e uma vez tentou garantir um contrato com o Snoop Dogg quando ele estava em uma festa de noivado para Martin e Gina.
- Sra. Geri (Jeri Gray), ela era uma idosa forte e feliz que, independentemente de sua idade e tamanho diminuto, não tem escrúpulos em "gritar". A maioria de seus ataques são cometidos contra Martin em situações cotidianas, como ficar na fila do departamento de trânsito ou no posto de desemprego.
- Shanise McGullicuddy (Maura McDade) (1996-1997) é a namorada (e depois noiva) de Cole, durante a quinta e última temporada. Shanise é uma mulher muito amigável. Ela sempre tem uma atitude positiva. No entanto, ela é ainda mais idiota do que Cole. Ela também é atenciosa e disposta a ajudar os outros.
- Nipsey (Sean Lampkin) (1994–1997), o barman rotundo e de boa índole dono do Nipsey's Lounge, o ponto de encontro favorito da gangue.

### Personagens recorrentes
- Nadine Waters (Judyann Elder), a mãe corajosa e um pouco superprotetora de Gina, que aparece sofisticada, doce e educada na superfície, mas que mostra um lado sombrio de vez em quando, ficando  bastante perturbada sempre que conversas ou situações se voltam para assuntos sexuais.
- Dr. Cliff Waters (JA Preston), pai autoritário e superprotetor de Gina, que trabalha como quiroprático. Instantaneamente não gostou de Martin, porque ele não sentiu que era bom o suficiente para sua filha.
- Lil 'Dawg (Adrian Tibbs), um barbeiro alto e esbelto da Jim's Barber Shop, cujo estilo pessoal não ortodoxo é alvo de muitas críticas no local de trabalho, pois ele mantém a cabeça quase raspada, mas usa uma longa juba de cabelo nas costas e usa copos grossos de garrafa de Coca-Cola.
- Buckwhite (Ray Massara), um garoto branco alto e tranquilo, com um enorme afro de cor escura.
- Bro Fo 'Real (Charlie Murphy), um  fiel membro da platéia do Word on the Street, e possivelmente o fã número um de Martin.
- Homem irritado (David Jean Thomas), um membro da platéia do  Word on the Street, e geralmente pode ser encontrado em outros locais, como o DMV.
- Sr. e Sra. Booker (Jeris Lee Poindexter e Ellia English), casal e membros da platéia do Word on the Street, apresentado por Martin. Os Bookers estão constantemente discutindo. Booker parece ser um tanto bobo e tolo, enquanto a sra. Booker é alta e agressiva.
- Maddie Brown (Laura Hayes), a fofoqueira mãe de Cole, que ainda o apoia.
- Evelyn Porter (LaWanda Page), uma moradora que mora no prédio de Martin e também é amiga da mãe Payne e da mãe de Cole, Maddie.
- Reverendo Leon Lonnie Love (David Alan Grier), um pregador local, cujo tipo de religião não parece desaprovar a avareza, mentir, enganar, roubar e adorar - mesmo com sua própria prima Pam.
- Marian (Roxanne Reese), uma alcoólatra de bairro de meia-idade, aparentemente de salto alto, que costuma aparecer em festas, boates e reuniões.
- Laquita (Simbi Khali), a estilista de unhas no salão de beleza Sho 'Nuff de Sheneneh e a melhor amiga ainda mais vocal de Sheneneh.
- Keylolo (Yo-Yo), uma cabeleireira no Sheneneh's Sho 'Nuff Hair Salon. Ela também é a companheira de Sheneneh.
- Bonquisha (Kim Coles), outra amigo de Sheneneh que sempre tem mau hálito por comer muitos chitlins.
- Sonny (Reno Wilson), o primo de Martin que se veste e age como Eddie Murphy.
- Varnell Hill (Tommy Davidson), o apresentador de talk show mais bem-sucedido e rival de Martin.
- Luis (Luis Antonio Ramos), o superintendente do prédio onde Martin mora.
- Titus (Bentley Kyle Evans), um cara bonito e bem vestido que é o cabeleireiro de Gina e parece atraído por Martin - carinhosamente chamando-o de "Amêndoa".
- Myra (BeBe Drake-Massey): namorada de Stan
- Gloria Rodriguez (Angelina Estrada), diretora da estação e supervisora de Martin na Channel 51.
- Bernice (Kymberly Newberry): Uma produtora do Channel 51 que está sempre em desacordo com Martin.

### Outros papéis interpretados por Lawrence
Uma das marcas registradas da série, especialmente no início, foi Lawrence interpretando vários personagens, utilizando vários figurinos e equipamentos protéticos. Isso geralmente era feito como um dispositivo de plotagem ou um alívio cômico. A quarta temporada foi a última a apresentar Lawrence como vários personagens regularmente. Essa técnica raramente foi usada na 5ª temporada, que foi a temporada final da série. Ao longo da série, Lawrence interpretou respectivamente: 
- Sheneneh Jenkins, paródia exagerada e estereótipo de uma "garota do gueto", com roupas chamativas, acessórios de moda e mechas no cabelo;
- Edna "Mama" Payne, a mãe frenética e superprotetora de Martin, que odeia Gina;
- Ol 'Otis, um homem muito abrasivo, rigoroso, gago e barrigudo;
- Jerome, um cafetão de Detroit;
- Roscoe, uma criança antagônica, com nariz perpetuamente escorrendo e que é arquiinimigo de Gina (semelhante à rivalidade de Martin e Pam);
- Libélula Jones, um "especialista" em artes marciais que é espancado em quase todas as aparições;
- Bob, um homem branco com tendências surfistas que trabalha em uma função desconhecida na empresa de marketing e é colega de trabalho de Gina; 
  - Lawrence conseguiu uma aparência branca com maquiagem de palco e um aparelho protético no nariz para fazê-lo parecer caucasiano, além de usar uma longa peruca de tainha loira para completar o visual.
- Elroy Preston, o "padrinho da música Black Surf Music", que agora está completamente esquecido;
- Rei Beef, o ator de  blaxploitation favorito de Cole.

## Episódios
| Temporada | Temporada | Episódios | Episódios | Originalmente exibido | Originalmente exibido |
| Temporada | Temporada | Episódios | Episódios | Estreia da temporada  | Final da temporada    |
| --------- | --------- | --------- | --------- | --------------------- | --------------------- |
|           | 1         | 27        | 27        | 27 de agosto de 1992  | 13 de maio de 1993    |
|           | 2         | 27        | 27        | 22 de agosto de 1993  | 15 de maio de 1994    |
|           | 3         | 27        | 27        | 1 de setembro de 1994 | 18 de maio de 1995    |
|           | 4         | 27        | 27        | 9 de setembro de 1995 | 2 de maio de 1996     |
|           | 5         | 24        | 24        | 5 de setembro de 1996 | 1 de maio de 1997     |